# Челимо, Ричард
Ричард Челимо (англ. Richard Chelimo) — кенийский бегун на длинные дистанции. Серебряный призёр Олимпийских игр 1992 года на дистанции 10 000 метров. Чемпион мира среди юниоров 1990 года. Серебряный призёр чемпионата мира 1991 года и бронзовый призёр чемпионата мира 1993 года. В 1991 году на чемпионате мира по кроссу занял 4-е место в личном первенстве и 1-е место в командном зачёте. На чемпионате мира по кроссу 1992 году вновь стал чемпионом в командном зачёте, а в личном первенстве занял 5-е место. Экс-рекордсмен мира в беге на 10 000 метров с результатом 27.07,91, который он показал на соревнованиях DN Galan.
Он был представителем народности календжин. Его двоюродным братом является Мозес Киптануи, а родным братом Исмаэль Кируи. Закончил спортивную карьеру в 1996 году. Умер 15 августа 2001 года в госпитале города Элдорет от опухоли головного мозга.